# ABC (вестник)
ABC (произн. „А-Бе-Се“) е испански ежедневник, един от трите най-четени в страната.
През 1994 г., с тираж от 322 хил. екземпляра, ABC е вторият най-четен вестник в Испания (след El País и изпреварвайки El Mundo и каталонския La Vanguardia).

## История
Вестникът ABC е основан в Торкуато Лука де Тена и Алварес Осорио на 1 януари 1903 г. Първоначално излиза ежеседмично (през юни същата година – двуседмично), през 1904 г. известно време не излиза, а после, от 1 юни 1905 г., излиза всеки ден. По време на Първата световна война ABC заема прогермански позиции. При диктатурата на генерал Мигел Примо де Ривера (1923 – 1930) вестникът подкрепя режима. На 12 октомври 1929 г. се появява първото регионално издание в Севиля – ABC de Sevilla.
По време на Гражданската война позициите на двете редакционни колегии на вестника са разделени: основната редакционна колегия подкрепя републиканците, докато севилците подкрепят бунтовниците на Франко. В началото на август 1936 г. заместник главният редактор на вестника и председател на Мадридската асоциация на пресата Алфонсо Родригес Сантамария е застрелян и много журналисти са принудени да избягат и да се крият от репресиите.
След 1938 г. главната редакция на ABC заема позиция в подкрепа на хунтата на Франко. След смъртта на Франко редакционната политика на ABC се доближава до идеологията на Народната партия.
Главен редактор е Биейто Рубидо (от 2010 г.).